# Alberto Parodi (deportista argentino)
Alberto Parodi (Capital Federal, Buenos Aires. 1945) es un deportista argentino que compitió en basquetbolista en silla de ruedas y atletismo adaptado. Representó a la Argentina en los Juegos Paralímpicos de Heidelberg 1972 y en los Juegos Paralímpicos de Atlanta 1996. En Heidelberg 1972 ganó la medalla de bronce en básquetbol en silla de ruedas. Fue dos veces campeón mundial de los Juegos Mundiales IWAS en 1973 y 1974. En Argentina perteneció al Club Roberto Iglesias de Lisiados (CRIDEL) de Buenos Aires.
Por sus logros deportivos fue reconocido en Argentina como Maestro del Deporte.

## Carrera deportiva

### Campeonato del mundo de básquetbol en silla de ruedas
Parodi integró la selección argentina que ganó dos veces el campeonato mundial de básquetbol en silla de ruedas en los Juegos Mundiales IWAS (Stoke Mandeville) de 1973 y 1974. 
En la edición de 1973 Argentina venció el 15 de julio a Gran Bretaña por 68 a 39, el 17 de julio a Israel por 63 a 35; el 19 de julio a Suecia por 73 a 43 y el 21 de julio a Estados Unidos por 50 a 48.
El equipo argentino estuvo integrado por Vitaliano Brandoli (Cemefir), Juan Luis Costantini (Cilsa), Ángel Elizalde (Aprilp de La Plata), Osvaldo Ferrigutti (Cilsa), Víctor Forconi (Crol), Jorge Kosacks (Newell’s), Héctor Leurino (capitán, Cilsa), Pablo Lunazzi (Duba de Bahía Blanca), Alberto Parodi (CRIDEL), Ro Sánchez (Cilsa), Oscar Valdez (Newell's, y Juan Leonardo Vega (Cilsa).
Argentina volvió a ganar el campeonato mundial en 1974.

### Juegos Paralímpicos de Heidelberg 1972

#### Medalla de bronce en básquetbol en silla de ruedas
El equipo masculino de básquetbol estuvo formado por Juan Luis Costantini, Héctor Leurino (capitán), Guillermo Prieto, Alberto Parodi, Daniel Tonso, Luis Grieb, Juan Vega, Rubén Ferrari y Aldo Di Meola.
Participaron nueve países: Argentina, Australia Estados Unidos, Francia, Gran Bretaña, Israel, Italia, Países Bajos y Suecia que fueron dividos en dos grupos. Argentina salió primera en el Grupo A, ganándole a Gran Bretaña 56-48, a Suecia 78-26, a Países Bajos 61-36 y a Italia 70-44. En la semifinal perdió con Israel por un solo doble (53-55). El partido por la medalla de bronce fue contra Gran Bretaña, volviéndola a vencer esta vez por 54-39. Al año siguiente el equipo argentino se consagraría campeón mundial.
| Baloncesto Varones | Baloncesto Varones | Baloncesto Varones |
|                    | País               |                    |
| ------------------ | ------------------ | ------------------ |
| 1                  | Estados Unidos     |                    |
| 2                  | Israel             |                    |
| 3                  | Argentina          |                    |
| Fuente: IPC.       |                    |                    |